# 6000
6000（六千、ろくせん）は、自然数または整数において、5999の次で6001の前の数である。

## 性質
- 6000は合成数であり、約数は 1, 2, 3, 4, 5, 6, 8, 10, 12, 15, 16, 20, 24, 25, 30, 40, 48, 50, 60, 75, 80, 100, 120, 125, 150, 200, 240, 250, 300, 375, 400, 500, 600, 750, 1000, 1200, 1500, 2000, 3000, 6000 である。
  - 約数の和は19344。
- 1/6000 = 0.00016… (下線部は循環節で長さは1)
- 1042番目のハーシャッド数である。1つ前は5994、次は6003。
  - 6を基とする50番目のハーシャッド数である。1つ前は5100、次は10014。
- 約数の和が6000になる数は7個ある。(2744, 2994, 3998, 4023, 4497, 5489, 5771) 約数の和7個で表せる22番目の数である。1つ前は5712、次は6160。
- 各位の和が6になる84番目の数である。1つ前は5100、次は10005。
- 6000 = 6 × 103
  - n = 10 のときの 6n3 の値とみたとき1つ前は4374、次は7986。(オンライン整数列大辞典の数列 A244726)

## その他 6000 に関連すること
- 6000系（6000を形式名に持つ鉄道車両のリスト）
- 杉原千畝がビザ発給によってナチスから救ったユダヤ人の数はおよそ6000人といわれている。

## 6001 から 6999 までの整数

### 6001 から 6200 までの整数
- 6006 - 五素合成数。2×3×7×11×13。
- 6028 - 中心つき七角数
- 6047 - 安全素数
- 6048 - 20番台の3の倍数全てと32の最小公倍数。
- 6053 - ソフィー・ジェルマン素数
- 6069 - 九角数
- 6084 = 782 = 13 + 23 + … + 113 + 123 、1から12までの整数の3乗の和
- 6089 - 6091と組で142番目の双子素数
- 6095 - 23 × 23 の魔方陣の一列の和
- 6101 - ソフィー・ジェルマン素数
- 6105 - 三角数
- 6112 - 五角数
- 6113 - ソフィー・ジェルマン素数
- 6120 = 23 × 32 × 5 × 17
- 6131 - ソフィー・ジェルマン素数
- 6143 - サービト数
- 6144 = 211 × 3 。素因数分解形が 2i × 3j になる数、1つ前は5832、次は6561。
- 6173 - ソフィー・ジェルマン素数
- 6174 - 第2定義のカプレカー数（4桁のカプレカー定数）
- 6175 - 七角数
- 6181 - 八面体数
- 6200 - 調和数

### 6201 から 6400 までの整数
- 6201 - 四角錐数
- 6216 - 三角数、六角数
- 6232 - 友愛数(6232, 6368)
- 6241 = 792、中心つき八角数
- 6250 = 2 × 55
- 6256 - 八角数
- 6263 - ソフィー・ジェルマン素数
- 6269 - ソフィー・ジェルマン素数
- 6272 - 27 × 72
- 6280 - 十角数
- 6299 - 6301と組で143番目の双子素数
- 6305 - 五角数
- 6320 = 79 × 80 、矩形数
- 6322 - 中心つき七角数
- 6323 - ソフィー・ジェルマン素数
- 6328 - 三角数
- 6329 - ソフィー・ジェルマン素数
- 6336 = 26 × 32 × 11 。回文数。
- 6348 - 五角錐数
- 6359 - 6361と組で144番目の双子素数
- 6364 - 九角数
- 6368 - 友愛数(6232, 6368)
- 6400 = 802 = 28 × 52 。九進法では 882(9) = 8701(9) になり、九進法での二桁の最大値の平方数。素因数分解形が2i × 5j になる数、1つ前は6250、次は8000。

### 6401 から 6600 までの整数
- 6408 - 最初から13個の素数の2乗の和 (22 + 32 + 52 + … + 372 + 412 = 6408)
- 6426 - 七角数
- 6441 - 三角数、六角数
- 6449 - ソフィー・ジェルマン素数
- 6449 - 6451と組で145番目の双子素数
- 6466 - マルコフ数
- 6480 = 80×81 = 24×34×5 、矩形数。六進法で50000。18周(18×360)。5×6n の数、1つ前は1080、次は38880。
- 6491 - ソフィー・ジェルマン素数
- 6501 - 五角数
- 6521 - ソフィー・ジェルマン素数
- 6533 - 八角数
- 6545 - 三角錐数
- 6551 - ソフィー・ジェルマン素数、6553と組で146番目の双子素数
- 6555 - 三角数
- 6556 - 第一定義のルース＝アーロン・ペア(6556, 6557)
- 6557 - 第一定義のルース＝アーロン・ペア(6556, 6557)
- 6561 = 38 = 94 = 812。3の累乗数、四乗数、完全トーティエント数、中心つき八角数。3の累乗数の一つ前は2187、次は19683。四乗数の一つ前は4096、次は10000。八乗数の一つ前は256、次は65536。六進法では50213、九進法では10000、十二進法では3969、十八進法では1249となる。
- 6563 - ソフィー・ジェルマン素数
- 6569 - 6571と組で147番目の双子素数
- 6581 - ソフィー・ジェルマン素数
- 6599 - 安全素数

### 6601 から 6800 までの整数
- 6601 - カーマイケル数、十角数
- 6623 - 中心つき七角数
- 6642 - 矩形数、81×82。
- 6659 - 安全素数、6661と組で148番目の双子素数
- 6666 - 九角数
- 6670 - 三角数、六角数
- 6682 - 七角数
- 6689 - 6691と組で149番目の双子素数
- 6700 - 五角数
- 6701 - 6703と組で150番目の双子素数
- 6719 - 安全素数
- 6724 = 822
- 6761 - ソフィー・ジェルマン素数、6763と組で151番目の双子素数
- 6765 - フィボナッチ数
- 6779 - 安全素数、6781と組で152番目の双子素数
- 6786 - 三角数
- 6791 - 6793と組で153番目の双子素数

### 6801 から 6999 までの整数
- 6811 - 第一定義のルース=アーロン・ペア(6811, 6812)
- 6812 - 第一定義のルース=アーロン・ペア(6811, 6812)
- 6816 - 八角数
- 6827 - 安全素数、6829と組で154番目の双子素数
- 6859 = 193
- 6869 - 6871と組で155番目の双子素数
- 6880 - 7番目のヴァンパイア数
- 6889 = 832、中心つき八角数
- 6899 - ソフィー・ジェルマン素数、安全素数
- 6902 - 五角数
- 6903 - 三角数、六角数
- 6912 = 28 × 33 。十二進法では 4000(12) 、素因数分解形が 2i × 3j になる数、1つ前は6561、次は7776。
- 6924 - 24 × 24 の魔方陣の一列の和
- 6930 - 十角数、四角錐数
- 6931 - 中心つき七角数
- 6943 - 七角数
- 6947 - 6949と組で156番目の双子素数
- 6959 - 6961と組で157番目の双子素数
- 6970 = 2 × 5 × 17 × 41
- 6975 - 九角数
- 6983 - ソフィー・ジェルマン素数、安全素数